# 科斯塔港 (加利福尼亞州)
科斯塔港（英語：Port Costa）是位於美國加利福尼亞州康特拉科斯塔縣的一個人口普查指定地區。

## 地理
科斯塔港的座標為38°02′47″N 122°11′00″W / 38.04639°N 122.18333°W，而該地最高點為海拔高度5米（即16英尺）。

## 人口
根據2010年美國人口普查的數據，科斯塔港的面積為0.410平方千米，當中陸地面積為0.410平方千米，而水域面積為0.000平方千米。當地共有人口190人，而人口密度為每平方千米463人。